# Muscolo semispinale della testa
Nell'anatomia umana il muscolo semispinale della testa  è un muscolo del dorso.

## Anatomia
Si tratta di un muscolo composto da due parti: una parte laterale ed una mediale. Gli altri muscoli trasversospinali sono: 
- Muscolo semispinale del torace
- Muscolo semispinale del collo
- Muscolo multifido
- Muscoli rotatori.

Origina dai processi trasversi delle ultime quattro vertebre cervicali e delle prime sei vertebre toraciche e va a inserirsi sull'osso occipitale al di sotto della linea nucale.

## Azione
Il semispinale della testa ruota la testa e la colonna cervicale verso il lato opposto.